# 100 žhavých tygřic
100 žhavých tygřic (v anglickém originále Girl Fever) je americká filmová komedie z roku 2002. Režisérem filmu je Michael Davis. Hlavní role ve filmu ztvárnili Chad Donella, Jennifer Morrison, Erinn Bartlett, Steve Monroe a Chene Lawson.

## Obsazení
| Chad Donella      | Sam         |
| Jennifer Morrison | Annie       |
| Erinn Bartlett    | Hope        |
| Steve Monroe      | Holden      |
| Chene Lawson      | Tanya       |
| Juleah Weikel     | Gretchen    |
| A. J. Buckley     | Jesse       |
| Clint Howard      | pan Willems |